# Wilhelm Burgdorf
Wilhelm Emanuel Burgdorf (født 15. februar 1895, død cirka 2. maj 1945) var en fremtrædende tysk general i Værnemagt i de sidste år af 2. verdenskrig. Han deltog også i 1. verdenskrig.
Wilhelm Burgdorf tjente fra maj 1940 til april 1942 som chef for 529. infanteriregiment, som var en del af 299. infanteridivision. I 1941 modtog han Jernkorsets Ridderkors. I oktober 1944 overtog Burgdorf rollen som chef for Heerespersonalamt efter Rudolf Schmundt, og han var desuden adjudant for Adolf Hitler. I denne egenskab spillede han en nøglerolle i Erwin Rommels tvungne selvmord efter 20. juli-attentatet.
Den 29. april 1945 underskrev Wilhelm Burgdorf som vidne Hitlers testamente sammen med Joseph Goebbels, Hans Krebs og Martin Bormann.
Burgdorf begik sammen med Hans Krebs selvmord i Førerbunkeren, sandsynligvis efter midnat den 2. maj, selvom andre kilder oplyser, at det skete før midnat den 1. maj. Russiske patologer, der undersøgte ligene den 8. maj, mente, at de døde af cyanidforgiftning og ikke af skudsår, hvilket har været en almindelig overbevisning i kølvandet på slaget om Berlin.